# Northwood, Iowa
Northwood là một thành phố thuộc quận Worth, tiểu bang Iowa, Hoa Kỳ. Năm 2010, dân số của thành phố này là 1989 người.

## Dân số
Dân số qua các năm:
- Năm 2000: 2050 người.
- Năm 2010: 1989 người.